# Den Nordatlantiske Gruppe
Den Nordatlantiske Gruppe var en gruppe af folketingsmedlemmer fra Grønland og Færøerne, der havde som hovedmål at arbejde for Grønlands og Færøernes selvstændighed. 
Gruppen blev dannet efter folketingsvalget den 20. november 2001, da den grønlandske selvstyrefløj havde vundet begge de grønlandske pladser i Folketinget, og den færøske selvstyrefløj havde vundet den ene af de færøske mandater. Den 15. december 2001 blev gruppen formelt dannet med underskrivningen af en samarbejdsaftale.
I Folketinget ville de tre medlemmer stå sammen om alle de sager og forhold, hvor Færøerne og Grønland har fælles interesser. Gruppens medlemmer var ikke forpligtede til i alle sager at stemme ens i folketingssalen. 
Samarbejdet sluttede efter folketingsvalget den 15. september 2011. De socialdemokratiske kandidater valgt på Færøerne og Grønland gik ind i et samarbejde med Socialdemokraternes folketingsgruppe, mens Sara Olsvig (Inuit Ataqatigiit) er gæst i Socialistisk Folkepartis gruppe. Efter valget erklærede disse tre at de støttede en kommende S-R-SF-regering Thorning-Schmidt.

## Gruppens mål
- Grønland og Færøerne opnår fuld selvstændighed med eget forsvar og indleder et tæt samarbejde med Danmark på dette grundlag.
- Færinger og grønlændere bosiddende i Danmark skal have samme rettigheder, som EU-lovgivningen giver traditionelle etniske mindretal i et EU-land.
- Der skal sættes mere fokus på grønlænderes sociale forhold i Danmark, og at der gøres en indsats for at forbedre deres forhold.

## Medlemmer
- Høgni Hoydal (Tjóðveldi), 2001-2011 (Stedfortræder 2001-2004: Tórbjørn Jacobsen; 2008: Sjúrður Skaale)
- Kuupik Kleist (Inuit Ataqatigiit), 2001-2007
- Lars Emil Johansen (Siumut), 2001-2009
- Juliane Henningsen (Inuit Ataqatigiit), 2007-2011